# Felizenzell
Felizenzell ist ein Gemeindeteil des Marktes Buchbach und eine Gemarkung im oberbayerischen Landkreis Mühldorf am Inn.

## Geographie
Das Kirchdorf Felizenzell liegt ca. 1 Kilometer von Buchbach am Erlbach.

## Geschichte
Die Kirche St. Felizitas und St. Leonhard ist im Kern gotisch, ein barocker Ausbau erfolgte 1730. Die Kirche wurde 1989 renoviert. In der Nähe ist auch die Heilquelle und Wallfahrtskapelle Maria Brünnl, ein kleiner barocker Saalbau mit Dachreiter von 1780, mit Brunnenhaus.
Felizenzell wurde mit dem bayerischen Gemeindeedikt von 1818 eine Ruralgemeinde. Am 1. Mai 1978 wechselte etwa ein Drittel der Gemeinde Felizenzell mit dem Hauptort Felizenzell aus dem Landkreis Landshut in den Landkreis Mühldorf am Inn und wurde im Zuge der Gebietsreform in Bayern nach Buchbach eingegliedert. Der nördliche Großteil fiel an den Markt Velden.
Die nach Velden eingemeindeten Orte waren: Brandstätt, Eglso, Exenberg, Feuchten, Fischbach, Guntersberg, Herrneck (teilweise), Hinterkobl, Hirschhof, Höhenberg, Irrthal, Kothlehen, Kremshub, Lehen, Leiten, Maierhof, Maiersdorf, Miethal, Moosing, Neunehaid, Oberensbach (Bax), Paulusberg, Pretzkobl, Rothweg, Schmitten, Schurfsöd, Schwarzeck, Schwarzmoos, Seidlthal, Unterensbach (Fang), Wagensberg, Zweifurth

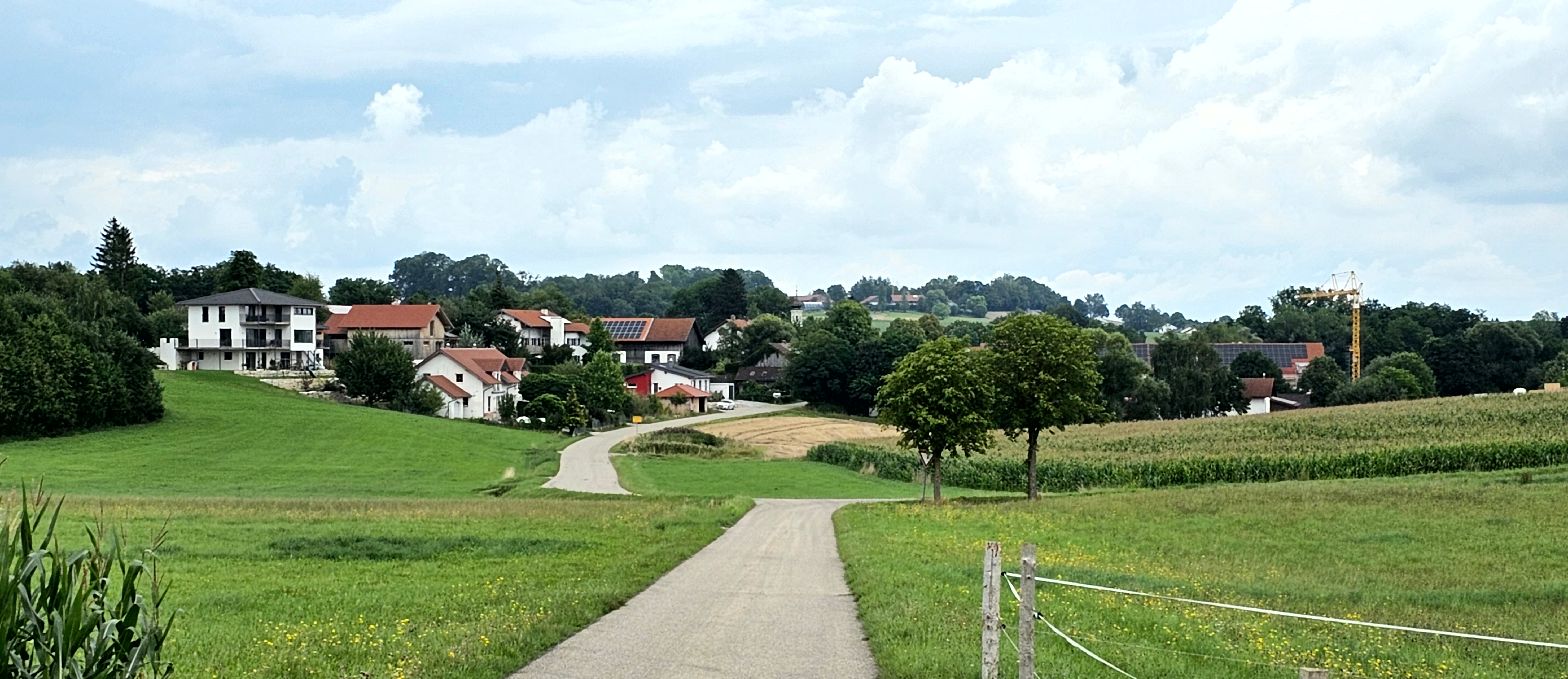
Felizenzell, Ortsansicht von Oberloh aus